# Lutétien
Stratigraphie
Yprésien Bartonien
Subdivisions
- Lutétien supérieur = Wemmelien
- Lutétien moyen = Lédien
- Lutétien inférieur = Bruxellien

Paléogéographie et climat
Le Lutétien est un étage de l'Éocène (ère cénozoïque) qui s'étend de 47,8 à 41,3 Ma,. Son nom est une référence à Lutèce (de Lutetia, nom latin de Paris).
Cette période est très riche en invertébrés marins dans le Bassin parisien (principalement des mollusques, coraux, oursins, foraminifères benthiques). À l'échelle mondiale, elle est caractéristique d'environnements de mers épicontinentales (peu profondes, soumises aux influences continentales) dans un climat chaud et homogène.

## Stratigraphie

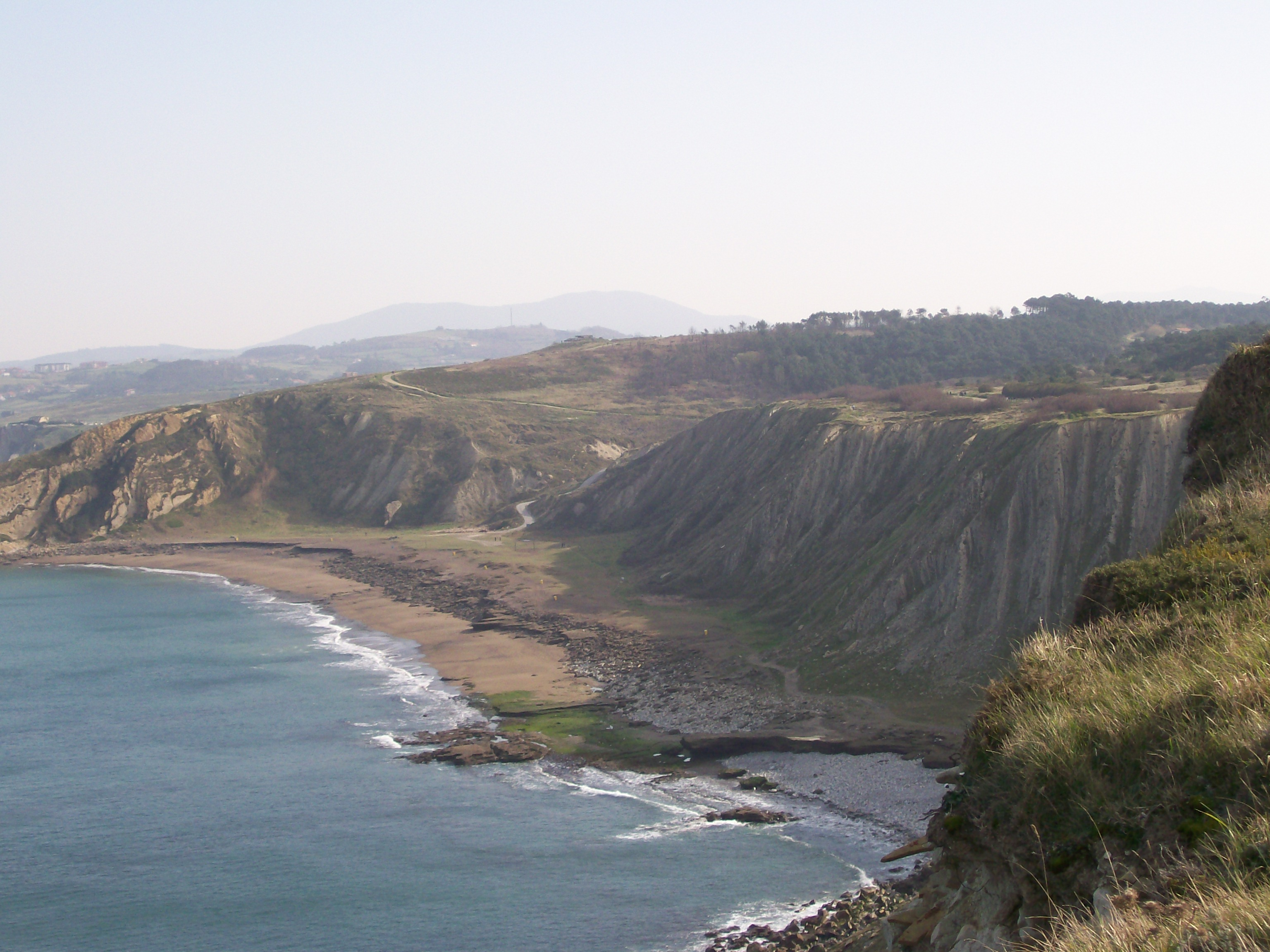
Vue générale de la plage de Gorrondatxe (ou Azkorri) et des falaises attenantes où se situe le point stratotypique mondial pour le Lutétien.

Le point stratotypique mondial (PSM) du Lutétien, définissant la limite de cet étage avec l'étage inférieur, l'Yprésien, a été approuvé par l'ICS (International Commission on Stratigraphy) et ratifié par l'Union internationale des sciences géologiques en 2011. Ce stratotype est localisé dans le nord de l'Espagne, au Pays basque, dans la coupe de Gorrondatxe, située près du bord de mer (43° 22′ 46,47″ N, 3° 00′ 51,61″ O). Le PSM correspond à la première apparition de l'espèce de nannofossile calcaire Blackites inflatus.